# Isaac Clarke
Isaac Clarke es un personaje ficticio en la franquicia de medios survival horror Dead Space, propiedad y publicado por Electronic Arts. Fue presentado como el protagonista de Dead Space (2008) desarrollado por la subsidiaria de EA, EA Redwood Shores, que luego se convirtió en Visceral Games. Un ingeniero de sistemas de naves espaciales, inicialmente es contratado por la Concordance Extraction Company (C.E.C) para unirse a la tripulación de su nave de mantenimiento Kellion en una misión de búsqueda y reparación de USG Ishimura, que es  el último paradero conocido de su exnovia Nicole Brennan, quien le había enviado una breve transmisión. Una vez a bordo de la nave abandonada, Isaac se encuentra acosado por Necromorphs, horrendas criaturas no muertas desatadas por un misterioso artefacto alienígena conocido como Marker. Las secuelas posteriores siguen la lucha de Isaac para hacer frente a la alteración de su mente por Marker en el primer juego, así como su viaje para descubrir el origen de los Markers y la fuente de los brotes de Necromorph.
Nombrado en honor a los eminentes escritores de ciencia ficción Isaac Asimov y Arthur C. Clarke, Isaac Clarke es el personaje central de la serie principal de videojuegos de la franquicia Dead Space, que forma una trilogía desde el videojuego titular de 2008 hasta Dead Space 3 de 2013. El traje espacial de ingeniería de Isaac se diseñó originalmente en torno al concepto de sumergir al jugador en las experiencias del personaje, con la interfaz de usuario de los videojuegos integrada deliberadamente detrás del traje como parte de la filosofía de diseño diegético de los desarrolladores. Inicialmente un protagonista silencioso, Isaac tiene la voz completa desde Dead Space 2 en adelante por el actor estadounidense Gunner Wright, quien también proporcionó su imagen y captura de movimiento interpretación para  el personaje. Ha aparecido en varios otros videojuegos, desde referencias menores easter egg hasta apariciones totalmente jugables crossover en videojuegos como PlayStation All-Stars Battle Royale.
Isaac ha sido recibido positivamente, con ubicaciones en varias listas de personajes principales de publicaciones de videojuegos para los mejores o más populares personajes en la industria de los videojuegos. Ambas iteraciones del personaje han recibido comentarios positivos: un atractivo avatar del jugador en el primer Dead Space, y un personaje convincente por derecho propio como se muestra en sus secuelas. El personaje también es objeto de debate en artículos académicos que exploran y analizan los temas subyacentes de la serie.

## Desarrollo

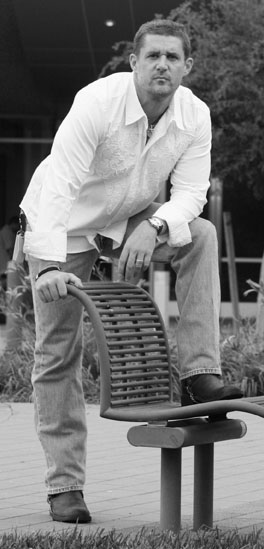
Glen Schofield creó el personaje de Isaac Clarke.

Visceral Games, conocido como EA Redwood Shores antes de su cambio de marca en 2009, construyó el primer "Dead Space" usando una versión modificada del mismo motor de juego que usó para la serie Tiger Woods PGA Tour. Para su personaje de jugador, el equipo imaginó a Isaac Clarke como un hombre común ingeniero de sistemas, alguien que estaría aterrorizado por los horrores que encontraría en Ishimura. El director de arte Ian Milham enfatizó que Isaac no está preparado para el combate y que el traje que usa, aunque voluminoso por diseño, no está diseñado para ayudarlo a resistir el físico sino para ayudarlo a levantar objetos. Su relación es importante para que el equipo maneje la tensión con el jugador y para reforzar los sentimientos de vulnerabilidad y la brutalidad de las acciones de Isaac cuando desmembra a sus enemigos con sus herramientas de minería para poder sobrevivir. El creador y productor ejecutivo de Dead Space, Glen Schofield, le dio al personaje un baúl de viaje inspirado en los escritores de ciencia ficción Isaac Asimov y Arthur C. Clarke. Schofield se ha inspirado durante mucho tiempo en la investigación que hizo Clarke para sus libros y señaló que intenta seguir el ejemplo de Clarke de mantener las cosas "en perspectiva". Schofield citó uno de los temas literarios de uso común de Clarke, "ese hombre piensa que todo gira en torno a él", como uno que resuena con él.
El traje de ingeniería de Isaac, conocido en el universo como Resource Integration Gear (RIG), es el traje espacial que usa como personaje jugable en los videojuegos. Cada vez que Isaac recibe una cantidad significativa de daño, una barra brillante en la parte posterior de su traje se agotaría de verde con plena salud, a rojo si Isaac muere a causa de sus heridas, y el jugador solo ve partes en su espalda. El RIG fue creado por la necesidad de mantener al jugador inmerso. Un miembro del equipo se inspiró en una observación personal de la información de HUD que se muestra en la parte posterior del traje de un buzo en la vida real. Dino Ignacio, quien se desempeñó como diseñador principal de interfaz de usuario de Visceral Games, comparó su filosofía de diseño para Dead Space con la de Mass Effect; toda la información de la interfaz de usuario (IU) no diegética se incorporó al traje RIG para reforzar la experiencia inmersiva y evitar llenar la pantalla con información como la IU de Mass Effect. Ignacio enfatizó que todo lo que no pertenecía a Isaac, estaban "elegantemente colocados detrás de él", como las barras de salud y estasis.
Originalmente, no se pensó que Isaac fuera capaz de correr, ya que el equipo de diseño del primer juego quería mantener un ritmo mesurado para el personaje, pero los comentarios negativos de los evaluadores de enfoque los convencieron de ceder en su insistencia de que no debería correr para cumplir con lo que creían que era un tropo básico del horror de la supervivencia. Sin embargo, la capacidad de correr de Isaac tuvo un impacto en la efectividad de la inteligencia artificial (IA) enemiga, ya que no podía reaccionar lo suficientemente rápido a un personaje corriendo, y los pasillos en muchos niveles no stream lo suficientemente rápido mientras el reproductor se está ejecutando, lo que requirió numerosos ajustes de diseño a lo largo y ancho del desarrollo del juego. Una escena en la que Isaac era arrastrado a través de un nivel por un gran Necromorfo monstruo con tentáculos conocido como Hive Mind se destacó como el aspecto más desafiante del desarrollo del juego.
Para Dead Space 3, los desarrolladores querían enfatizar los antecedentes y las habilidades de Isaac como ingeniero mediante el desarrollo de un sistema integral de mejora y creación de armas. La escena de apertura de Dead Space 2, donde Isaac construyó un arma improvisada con una linterna y una herramienta quirúrgica para defenderse de un enemigo, se usó como punto de referencia para el sistema de creación de su secuela. En retrospectiva, Ben Wanat, quien fue director creativo de la serie, sintió que el sistema de fabricación implementado en "Dead Space 3" debido a su exuberancia para apoyarse en la experiencia técnica de Isaac socavó la sinergia que hizo que las armas fueran especiales en sus predecesores.

### Representación
En el primer "Dead Space", se ve a Isaac fuera de su traje RIG durante la sección del prólogo, y no habla excepto por gruñidos y otros sonidos; su rostro también se revela en la escena final del juego donde se quita el casco RIG. Esta iteración del personaje es esencialmente un código para que el jugador se sumerja en las horribles experiencias de Isaac y se sienta como él. Schofield quería que Isaac fuera como Gordon Freeman de Half-Life 2, otro protagonista silencioso que no hablaría, pero que al mismo tiempo no daría la impresión de ser alguien que siempre obedece órdenes. Para Dead Space 2, Visceral Games decidió hacer de Isaac un personaje completamente desarrollado. El productor ejecutivo de Dead Space, Steve Papoutsis, explicó que la decisión nació del deseo de mejorar la credibilidad del juego como una evolución basada en lo que requería la historia, y que fueron cuidadosos y deliberados al hablar. Papoutsis explicó que si bien Isaac no tuvo a nadie con quien conversar durante la mayor parte del primer juego, tiene interacciones más extensas con otros personajes que no son jugadores para su secuela, y que tendría sentido para él vocalizar las horribles experiencias que había soportado. Milham admitió que darle voz a Isaac para Dead Space 2 era un riesgo creativo, pero creía que esto era necesario ya que la historia de la serie en el futuro requería que el personaje tuviera un papel más proactivo como un personaje con agencia.
La iteración totalmente expresada del personaje y su personalidad más desarrollada en "Dead Space 2" permitieron a los desarrolladores explorar el deterioro de la salud mental del personaje como parte de la atmósfera del juego e integrarlo con la narrativa general. El director de audio de Visceral, Andrew Boyd, mencionó el "Capítulo Diez" de Dead Space 2 como un ejemplo de cómo el ambiente y la música inquietantes del nivel son paralelos al viaje del personaje a las profundidades de su propia psique torturada; Los primeros minutos del nivel involucran a Isaac descendiendo por numerosos ascensores, rampas y escaleras para llegar a una sección de "Ishimura" en desuso, el escenario del primer juego. Boyd notó que una escena de susto de salto, que replica los efectos de sonido de Hive Mind emboscando a Isaac desde el primer juego y provoca una respuesta emocional del personaje, tenía la intención de incitar a los jugadores a preguntarse si Isaac puede confiar en sus propias percepciones debido a su visión borrosa. distinción entre la realidad y la imaginación como resultado de las alucinaciones recurrentes.
El actor estadounidense Gunner Wright fue elegido como Isaac Clarke, con el modelo de personajes en el juego de Dead Space 2 en adelante diseñado para que coincida con los rasgos faciales de Wright. Para prepararse para el papel, Wright recibió dibujos, arte conceptual, historia de fondo y notas sobre el personaje además del guion del juego. Durante el proceso de captura de movimiento, Wright usa un traje de lycra y una banda para la cabeza unida con un equipo de grabación y captura de movimiento para sus expresiones faciales y gestos corporales; Ocasionalmente, se le mostraban fragmentos animados de escenas del juego entre tomas de filmación para proporcionar más contexto para su actuación, que sirvió como base para las acciones del personaje en el juego. Wright dijo que el papel le atraía, ya que le gustaba interpretar personajes comunes y corrientes que se ven obligados a vivir en circunstancias extremas. Wright comentó que él mismo no es un entusiasta de los juegos ni un jugador, aunque se impuso un estándar alto cuando interpretó a Isaac y se lo tomó tan en serio como cualquier otro papel actoral. Una escena en la que Isaac encierra a Ellie en un barco que la lleva a un lugar seguro contra su consentimiento resonó en Wright desde una perspectiva de actuación, que describió como "emocional y fundamental". Comentó que los comentarios de los fanáticos en las redes sociales sobre su interpretación del personaje habían sido positivos y señaló que hay jugadores que quieren una historia más profunda y personajes bien escritos para sus experiencias de videojuegos.
Wright está listo para repetir el papel en el próxima nueva versión de Dead Space de 2008. Los desarrolladores querían lograr un equilibrio entre permanecer fieles al tono original del juego y darle más profundidad a su personalidad. Isaac ocasionalmente hablará bajo ciertas condiciones: el personaje responderá con un diálogo cuando se le hable, y en casos en los que sería incómodo si hubiera permanecido completamente en silencio.

## Apariciones

### Dead Space
Isaac Clarke aparece por primera vez en "Dead Space" de 2008, donde se le presenta como un ingeniero de sistemas de nave asignado por C.E.C a la tripulación del "Kellion", dirigido por Kendra Daniels y Zach Hammond. El Kellion está en ruta hacia el USG Ishimura, un gran barco minero asignado por C.E.C para realizar una operación ilegal de minería a cielo abierto en el planeta Aegis VII, para misiones de búsqueda y rescate. Está motivado para participar después de recibir un mensaje críptico de su exnovia Nicole. Tras un aterrizaje forzoso del Kellion dentro del Inshimura, Isaac recibe instrucciones de Hammond y Kendra para investigar las condiciones del barco y realizar las reparaciones necesarias, pero se separa del resto de la tripulación cuando son emboscados. por Necromorfos. Para defenderse y sobrevivir, Isaac tiene que confiar en las habilidades incorporadas de estasis y psicoquinética de su traje y adaptar su cortador de plasma en un arma improvisada, pero luego obtiene acceso a armamento como rifles de pulso y pistolas de plasma.
Isaac finalmente se encuentra con Nicole, quien le dice a Isaac que Marker es la fuente de la infección a bordo del "Ishimura" y lo convence de destruir el Marker, pero desaparece misteriosamente una vez que Isaac adquiere e intenta enviar el Marker. Más tarde, Daniels traiciona a Isaac y revela que no solo es una agente doble a la que EarthGov le ordenó en secreto que recupere el marcador rojo, sino que Nicole ya se había suicidado por desesperación y que Isaac ha estado interactuando con una aparición todo el tiempo. Daniels es asesinada por "Hive Mind", una gran criatura que había estado dirigiendo a los Necromorfos durante todo el juego, antes de que pudiera escapar con el Marker. Después de que Isaac derrota a Hive Mind, huye en el transbordador de Daniels y permite que Marker sea destruido junto con las instalaciones de la colonia a través de un sabotaje que había iniciado anteriormente en la narración. En el camino de regreso a la Tierra, Isaac borra su video de Nicole después de aceptar la verdad sobre su destino. Luego experimenta una alucinación de ser atacado por una Nicole reanimada, lo que muestra que la influencia del Marker en Isaac todavía está allí y continuará persiguiéndolo en el futuro previsible.

### Dead Space 2
Tres años después de los eventos del primer Dead Space, Isaac es un paciente en un hospital psiquiátrico a bordo del Sprawl, una estación espacial en órbita alrededor de lo que queda de Titán después de ser minado por la humanidad Su transbordador, junto con el Ishimura, habían sido recuperados por EarthGov y llevados al Sprawl. Junto con otro sobreviviente, Nolan Stross (el protagonista de Dead Space: Aftermath), pronto descubren que ambos tenían códigos alienígenas implantados en sus cerebros por sus respectivos contactos con los Markers y el Sprawl Director. , Hans Tiedemann, bajo la dirección de EarthGov, ha utilizado esta información para construir un marcador a bordo del Sprawl, que instiga a que ocurra una infestación de necromorfos.
Stross finalmente es superado por la demencia, lo que obliga a Clarke a matarlo, pero no antes de saber dónde se puede encontrar el marcador de Tiedemann. Sus alucinaciones de Nicole continúan, y ella le da más instrucciones sobre cómo progresar y encontrar el marcador. Clarke finalmente derrota a Tiedemann y se pone en contacto con Marker. Marker intenta mentalmente que Clarke complete la Convergencia al vincularse con su mente, pero Clarke se defiende para eliminar las huellas de Marker dentro de su mente. El Marker muere y Clarke escapa con la ayuda de Ellie Langford, una piloto que ayudó en su lucha, antes de que el Sprawl explote.

### Dead Space 3
Antes de los eventos de Dead Space 3, Isaac y Ellie habían desarrollado una relación romántica y vivían en una colonia en la luna de la Tierra. La relación finalmente se rompió ya que Isaac tiene una angustia mental severa y un trauma debido a sus experiencias anteriores, y Ellie decide dejar a Isaac porque quiere descubrir el origen de los marcadores y detener el flagelo de los necromorfos de una vez por todas. Durante la secuencia inicial de Dead Space 3, Isaac es reclutado por dos soldados de EarthGov, el Capitán Robert Norton y Stg. John Carver, que vino a buscarlo para encontrar a Ellie, que había desaparecido. Son atacados por una facción de Uniólogos conocida como El Círculo liderada por Jacob Arthur Danik, quien activa explosivos para destruir una instalación de confinamiento local de Marcadores y exponer su señal mortal, lo que provoca que ocurra otro brote de Necromorfos. Isaac escapa de la luna con Norton y su grupo, y finalmente rastrean las coordenadas de Ellie hasta una serie de naves espaciales abandonadas que orbitan el remoto planeta de hielo de Tau Volantis.
Se las arreglan para encontrar su barco, el CMS Roanoke, y después de una colisión desgarradora con un campo de escombros, Clarke y los soldados de EarthGov logran subir a bordo. Clarke limpia la nave de necromorfos para encontrar a Langford y los restos de su tripulación aún con vida. Aprenden que Tau Volantis es el mundo natal de Marker, y que se han hecho esfuerzos previos para encontrar una Máquina junto con un Codex que pueda controlar esta máquina. Al viajar a la superficie del planeta, perseguidos por Danik y soldados alineados con la Uniología, Clarke, Langford y Carver descubren un extraterrestre que contiene la Máquina, y que la luna del planeta es en realidad un necromorfo gigante, mantenido dormido por la transmisión de la Máquina. Al usar el Codex, uno puede apagar la Máquina, lo que despertará al necromorfo a través de las señales enviadas por los Marcadores e iniciará la Convergencia, donde absorberá la ciudad y buscará a otros para absorberse en sí mismo. Danik logra desactivar la Máquina, pero muere cuando la ciudad es sacada del planeta hacia el necromorfo. Clarke y Carver reactivan la Máquina y desactivan todos los Marcadores, mientras que Langford logra escapar de forma segura.
En el DLC Awakened, ambos hombres sobrevivieron a la batalla contra los Hermanos Luna, pero descubren que los otros Hermanos Lunas están en camino a la Tierra y llegan justo cuando el planeta está siendo atacado. Una de las Lunas se estrella contra su nave, dejando su destino desconocido.

### En otros medios
Isaac Clarke apareció en numerosos crossover apariciones en los medios en otros videojuegos. Numerosas easter egg referencias del personaje y varios elementos de los juegos de Dead Space se incluyeron en Battlefield Hardline. Un modelo de personaje completo para Isaac Clarke está disponible como aspecto alternativo en algunos juegos como Tiger Woods PGA Tour 10, NBA Jam: On Fire Edition y Skate 3, ya que todos comparten el mismo motor de juego que Dead Space, lo que permite a los desarrolladores un uso sencillo al importar un solo modelo. Objetos cosméticos del juego inspirados en la aparición del personaje en algunos juegos como Dragon Age II y la "Death Edition" exclusiva para Europa de Dante's Inferno. El personaje aparece como un personaje jugable en el juego de lucha cruzado PlayStation All-Stars Battle Royale, vestido con la variante de traje ártico de su armadura RIG.

## Impacto cultural

### Promoción y mercadería
Isaac Clarke ha sido objeto de diversos productos y material promocional. Se produjeron figuras de acción, figuritas y estatuas del personaje como parte de las campañas de marketing y vínculos autorizados en torno a Dead Space 2 y Dead Space 3. A live-action trailer starring Gunner Wright as the character was released by Electronic Arts in January 2013 to promote Dead Space 3.

### Recepción

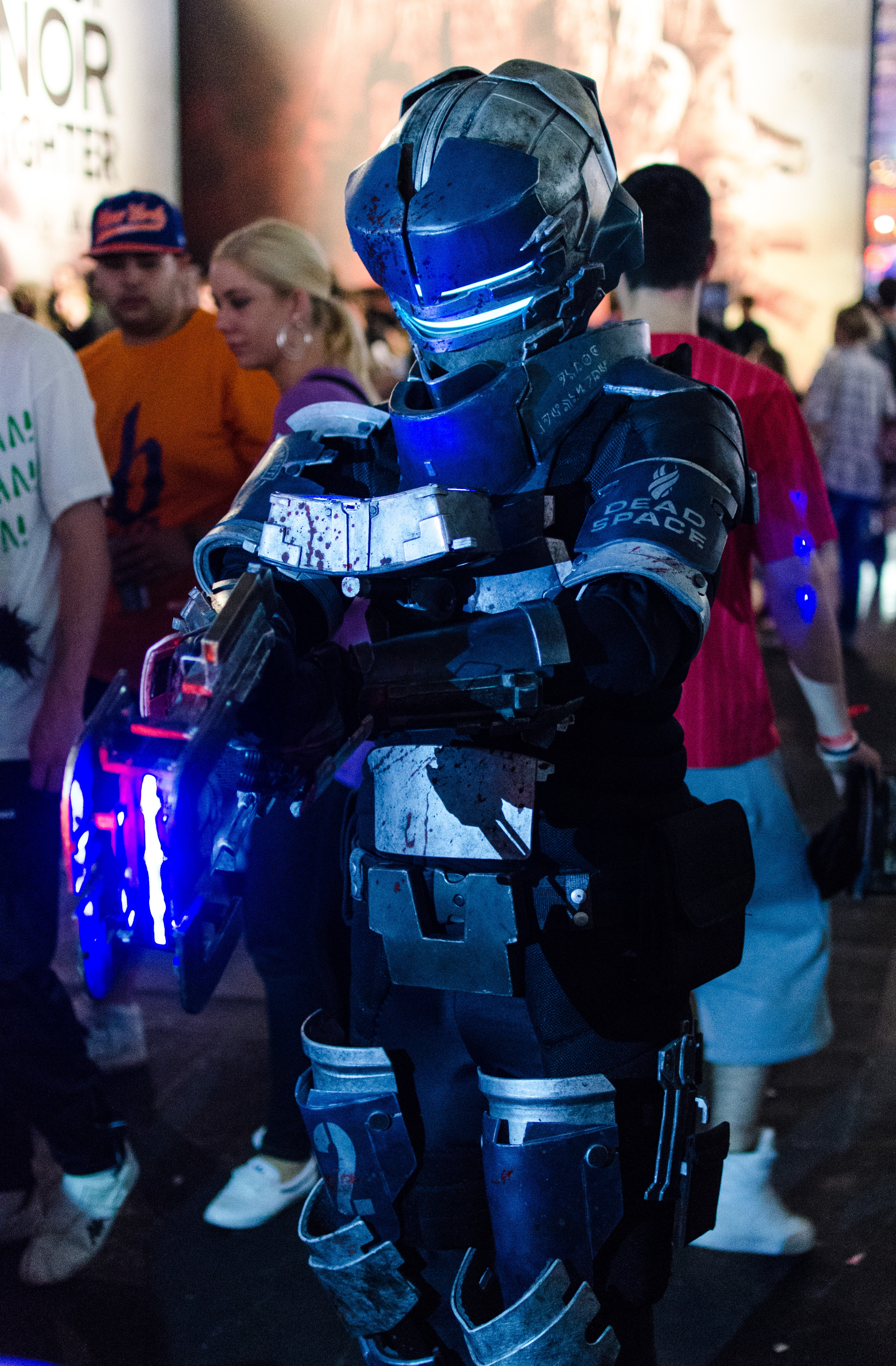
Cosplayer con una apariencia variante del traje RIG del personaje y empuñando una réplica de Plasma Cutter.

Varias fuentes describieron a Isaac como un favorito de los fanáticos, y el personaje continúa siendo mencionado en la cultura popular, como fan art, cosplay y mercadería no oficial.
Isaac ha recibido comentarios variados por su representación a lo largo de la serie de videojuegos. En una crítica positiva del primer "Dead Space", Zimmerman de "Destructoid" encontró que el elenco de personajes del juego estaba subdesarrollado y carecía de personalidad. Para Zimmerman, Isaac en particular fue el "ejemplo más trágico de potencial no realizado", ya que los jugadores no saben nada sobre él, excepto por indicios de una historia detrás de su relación con Nicole, que fue objeto de burlas en numerosas ocasiones a lo largo del juego solo para culminar en una "decepción a saldar". Escribiendo para PopMatters, G. Christopher Williams elogió la representación de Isaac como un héroe de la clase trabajadora, que interpreta el papel de "un hombre de mantenimiento intergaláctico" en una narrativa que "encuentra el heroísmo en hacer un trabajo real". En un comentario retrospectivo sobre 'Dead Space', Graeme Mason de 'Eurogamer' comentó que para muchos jugadores, incluidos críticos como él mismo, la reducción de Isaac a un "chico de los recados glorificado y mudo en el primer juego era un gran punto de conflicto". Heather Alexandra observó que, dado que Isaac es silencioso y no muestra abiertamente ningún rasgo de personalidad, los jugadores aprenden sobre él a través de su cortador de plasma característico. Como requiere concentración y precisión para un uso efectivo en el combate, Alexandra interpretó a Isaac como un individuo fuera de lugar pero peligroso, como el Plasma Cutter, y que logra tener éxito a través del ingenio y el valor.
La iteración de Isaac en Dead Space 2 ha tenido una recepción mayoritariamente positiva. Seth Schiesel de The New York Times elogió a los escritores y diseñadores de Visceral por su encomiable esfuerzo por humanizar a Isaac y darle patetismo a su narrativa, tanto que se revela como un personaje que merece empatía al final de la historia. Henry Gilbert de GamesRadar prefirió la caracterización más sustantiva de Isaac en Dead Space 2, donde parecía tener sus propios pensamientos y opiniones, en contraste con el primer juego en el que constantemente sigue instrucciones. de otros personajes para completar tareas. En comparación con la falta de agencia de Isaac en el primer juego, Gilbert disfrutó viendo crecer al personaje a lo largo del juego, desde que apenas logra salir de su trauma y aferrarse a la más pequeña esperanza, hasta finalmente encontrar confianza y un propósito superior fuera de siendo un mero sobreviviente. En este contexto, Glbert comparó a Isaac con Ellen Ripley de la franquicia Alien, notando las similitudes en sus arcos de personajes de "víctima asustada a duro 'morf asesino" en las respectivas secuelas de las obras originarias donde ellos son los protagonistas. Mike Wilson de Bloody Disgusting dijo que las alucinaciones de Isaac sobre Nicole como vehículo de su persistente culpa por el destino de ella, que sucedió porque él la presionó para que aceptara un puesto en Ishimura, son "perfectas" para transmitir horror psicológico. Por otro lado, Gilbert encontró las alucinaciones un poco repetitivas al final de la historia. La interpretación de la voz del personaje también fue elogiada por críticos como Schiesel y Gilbert, que encontraron útil para facilitar una conexión más empática con el personaje. Wilson elogió la interpretación de Isaac de Gunnar Wright, dando a los jugadores un "personaje más completo" con emociones y una brújula moral. Mason acogió con satisfacción la decisión de darle a Isaac una voz y algo de agencia sobre su propio destino, aunque como un protagonista emocionalmente frágil, destacando la revisita catártica de "Ishimura" como un punto culminante de su narrativa.
El personaje ha aparecido en numerosas listas de personajes. "GamesRadar" clasificó a Isaac en el puesto 22 en una lista de 2012 de los mejores héroes o protagonistas de juegos, 30 en una lista de los 50 mejores personajes de juegos de la séptima generación, y varias otras listas de personajes. Aunque Clarke finalmente no pasó el corte, el personal de Game Informer consideró su inclusión en su función "30 personajes que definieron una década" en 2010, con Ben Reeves elogiando su papel en el universo para luchar contra la propagación de los Necromorfos. Isaac apareció en un artículo de 2008 como uno de los personajes que a IGN le gustaría ver en un juego de lucha, lo que se materializó con el lanzamiento de un paquete DLC para PlayStation All-Stars Battle Royale que lo agrega como personaje jugable en 2013. En 2013, Complex clasificó a Isaac en el decimosexto lugar en una lista de personajes "rudos" en la historia de los videojuegos, y la estética de su casco elogiada en una lista de "Los mejores cascos y accesorios para la cabeza en videojuegos" de UGO Networks.

### Análisis
El personaje ha sido objeto de discusión por parte de fuentes académicas. Andrei Nae de la Universidad de Bucarest alegó que la derrota de Isaac de los Necromorfos en el primer Dead Space representa una implicación ideológica que reafirma la "superioridad de la cultura occidental sobre la premodernidad y la naturaleza", transmitida a través de la ilusión de realismo empleado por el juego y reforzado por la narrativización de la mecánica del juego que gobierna el control del jugador sobre el personaje jugable. Dentro de este contexto de discurso colonial subyacente, Nae explicó que el juego representa un conflicto de civilizaciones entre Isaac, que representa "el varón blanco ilustrado racional", y los Necromorfos monstruosos e irracionales que representan "la otredad que debe ser sometido por Isaac con la ayuda de medios sintéticos hechos por el hombre. En su artículo, que se centra en las representaciones de cuerpos capaces y discapacitados dentro del primer Dead Space, Diane Carr analizó extensamente la "naturaleza colorida" de las numerosas escenas de muerte de Isaac, así como la fragilidad de su existencia y el grado de protección proporcionado por su traje frente a la amenaza Necromorph. Carr destacó que la narrativa del juego involucra simultáneamente a los jugadores, a través de Isaac como avatar, visiones de discapacidad abyecta y afirmaciones de competencia.

## Otras lecturas
- «Isaac Clarke de Dead Space 3 como 'el participante reacio'». Engadget (en inglés estadounidense). Consultado el 22 de junio de 2021.
- Khan, Nora. «Cámaras de Aislamiento». Kill Screen (en inglés). Archivado desde el original el 24 de enero de 2011. Consultado el 20 de junio de 2021.
- Carr, Diane (2013).  Jeffrey Wimmer; Konstantin Mitgutsch; Simon Huber; Michael G. Wagner; Herbert Rosentingl, eds. ¡El contexto importa!  Explorar y reformular juegos y jugar en contexto. New Academic Press. Cuerpos, aumento y discapacidad en Dead Space y Deus Ex: Human Revolutions. ISBN 978-3-7003-1864-4.
- Habel, Chad; Kooyman, Ben (2014). «Mecánicas de agencia: diseño de jugabilidad en videojuegos de terror y supervivencia». Digital Creativity 25: 1-14. ISSN 1462-6268. S2CID 205816722. doi:10.1080/14626268.2013.776971.
- Esta obra contiene una traducción  derivada de «Isaac Clarke» de Wikipedia en inglés, publicada por sus editores bajo la Licencia de documentación libre de GNU y la Licencia Creative Commons Atribución-CompartirIgual 4.0 Internacional.

- Datos: Q3802205